# Fidschianer

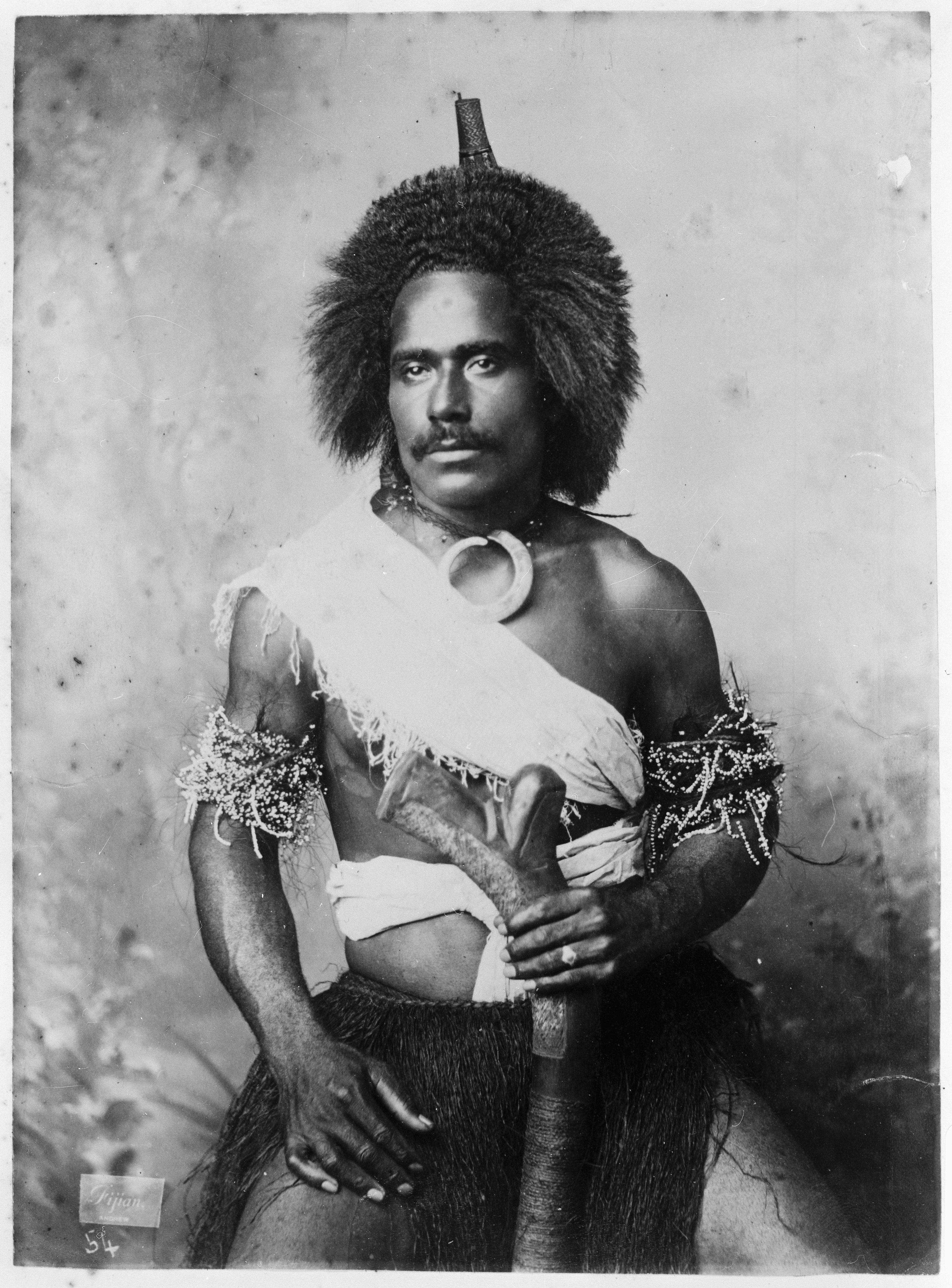
Ein Fidschianer um 1890 in traditioneller Kleidung

Die Fidschianer sind die indigene Bevölkerung von Fidschi. Nach offizieller Sprachregelung (Verfassung von 2013) werden sie als iTaukei bezeichnet, während die englischsprachige Bezeichnung Fijians ausdrücklich für alle Staatsbürger Fidschis gilt. Dies geschieht, um der Rassendiskriminierung der indischstämmigen Bevölkerung entgegenzuwirken. Die iTaukei sprechen Fidschi.
Beim Zensus 2007 wurden 837.271 Einwohner auf Fidschi gezählt, davon 475.739 iTaukei, 313.798 Fidschi-Inder und 47.734 andere. Beim Zensus 2017 waren es 884.887 Einwohner.
Die Menschen in Fidschi wanderten vor rund 3.500 Jahren aus dem westlichen Melanesien ein. Später zogen sie auch zu den anderen umliegenden Inseln Rotuma, Tonga und Samoa. Sie haben sich schon in den Jahrhunderten vor der Zeitwende im Tonga-Archipel niedergelassen. In der Vergangenheit unterhielten die Tonganer eine schlagkräftige Kriegsflotte, die aus großen Doppelrumpfbooten mit bis zu mehreren hundert Mann Besatzung bestand und zu Verteidigungs- und Eroberungszwecken diente. Damit wurde um etwa 600 n. Chr. das tausend Kilometer entfernte Samoa erobert und rund vierhundert Jahre lang tributpflichtig gehalten. Auch andere Inseln wurden unterworfen. Aufgrund ihrer Töpferkünste wurden die Fidschianer auch Lapita-Menschen genannt.